# 틴틴 안데르손
틴틴 안데르손(Tintin Anderzon, 1964년 4월 29일 ~ )은 스웨덴의 배우이다. 제33회 굴드바게상 여우조연상 수상자이다. 배우 킴 안데르손의 딸이다.

## 출연 작품
- 마리안 (2011)
- 잠자리 (2001)
- 비포 더 스톰 (2000)
- 아담 & 에바 (1997)
- 째깍 째깍 (1997)
- 고모론 (1992)